# یواس‌اس آدامز (دی‌ام-۲۷)
یواس‌اس آدامز (دی‌ام-۲۷) (به انگلیسی: USS Adams (DM-27)) یک کشتی بود که طول آن ۳۷۶ فوت ۶ اینچ (۱۱۴٫۷۶ متر) بود. این کشتی در سال ۱۹۴۴ ساخته شد.